# Martina García
Martina García (Bogotá, 27 de junho de 1981) é uma atriz e modelo colombiana, conhecida pela participação na série Narcos.